# Michel Preud’homme
Michel Preud’homme (Seraing, 1959. január 24. –) Európa-bajnoki ezüstérmes belga válogatott labdarúgó, kapus, edző.

## Pályafutása

### Klubcsapatban
1977 és 1986 között a Standard de Liège, 1986 és 1994 között a Mechelen, 1994 és 1999 között a portugál Benfica labdarúgója volt. A Standard de Liège csapatával két bajnoki címet és egy belgakupa-győzelmet ért el. Tagja volt az 1981–82-es idényben KEK-döntős együttesnek. A Mechelennel egy-egy bajnoki címet és kupagyőzelmet ért el. Az 1987–88-es idényben KEK-győztes lett a csapattal. A Benficával egy portugálkupa-győzelmet szerzett. 1987-ben és 1989-ben Belgiumban az év labdarúgójának választották.

### A válogatottban
1979 és 1994 között 58 alkalommal szerepelt a belga válogatottban. Tagja volt az 1980-as olaszországi Európa-bajnokságon ezüstérmes csapatnak. Részt vett az 1990-es és az 1994-es világbajnokságon. Utóbbin a torna legjobb kapusának jár Lev Jasin-díjat nyerte el.

### Edzőként
2001–02-ben illetve 2006 és 2008 között a Standard de Liège, 2008 és 2010 között a KAA Gent, 2010–11-ben a holland FC Twente vezetőedzője volt. 2011 és 2013 között a szaúdi Al-Shabab szakmai munkáját irányította. 2013 és 2017 között a Club Brugge, 2018 és 2020 ismét a Standard de Liège csapatánál tevékenykedett.

## Sikerei, díjai
| - az év belga labdarúgója (1987, 1989) - Lev Jasin-díj (1994) - IFFHS Világ legjobb kapusa (1994) Belgium - Európa-bajnokság - ezüstérmes: 1980, Olaszország Standard de Liège - Belga bajnokság - bajnok (2): 1981–82, 1982–83 - Belga kupa - győztes: 1981 - Kupagyőztesek Európa-kupája (KEK) - döntős: 1981–82 KV Mechelen - Belga bajnokság - bajnok: 1988–89 - Belga kupa - győztes: 1987 - Kupagyőztesek Európa-kupája (KEK) - győztes: 1987–88 - UEFA-szuperkupa - győztes: 1988 Benfica - Portugál kupa - győztes: 1996 | Standard de Liège - Belga bajnokság - bajnok: 2007–08 KAA Gent - Belga kupa - győztes: 2010 FC Twente - Holland kupa - győztes: 2011 - Holland szuperkupa - győztes: 2010 Al-Shabab - Szaúd-arábiai bajnokság - bajnok: 2011–12 Club Brugge - Belga bajnokság - bajnok: 2015–16 - Belga kupa - győztes: 2015 - Belga szuperkupa - győztes: 2016 |

## Statisztikái

### A válogatottban
| Nemzeti Csapat | Év       | Barátságos      | Barátságos     | Világbajnokság  | Világbajnokság | Európa-bajnokság | Európa-bajnokság | Összesen        | Összesen       |
| Nemzeti Csapat | Év       | Pályára lépések | Bekapott Gólok | Pályára lépések | Bekapott Gólok | Pályára lépések  | Bekapott Gólok   | Pályára lépések | Bekapott Gólok |
| -------------- | -------- | --------------- | -------------- | --------------- | -------------- | ---------------- | ---------------- | --------------- | -------------- |
| Belgium        | 1979     | 0               | 0              | 0               | 0              | 1                | 0                | 1               | 0              |
| Belgium        | 1981     | 0               | 0              | 2               | 3              | 0                | 0                | 2               | 3              |
| Belgium        | 1987     | 0               | 0              | 0               | 0              | 2                | 2                | 2               | 2              |
| Belgium        | 1988     | 4               | 7              | 1               | 0              | 0                | 0                | 5               | 7              |
| Belgium        | 1989     | 2               | 0              | 6               | 5              | 0                | 0                | 8               | 5              |
| Belgium        | 1990     | 6               | 7              | 4               | 4              | 1                | 3                | 11              | 14             |
| Belgium        | 1991     | 2               | 0              | 0               | 0              | 5                | 3                | 7               | 3              |
| Belgium        | 1992     | 2               | 5              | 5               | 1              | 0                | 0                | 7               | 6              |
| Belgium        | 1993     | 1               | 1              | 4               | 4              | 0                | 0                | 5               | 5              |
| Belgium        | 1994     | 3               | 2              | 4               | 4              | 3                | 5                | 10              | 11             |
| Összesen       | Összesen | 20              | 22             | 26              | 21             | 12               | 13               | 58              | 56             |

### Edzőként
Legutóbb 2018. december 18-án lett frissítve.
| Standard de Liège | belga    | 2000. december 20.   | 2002. május 5.       | 60  | 25  | 22  | 13  | 41,67 |
| Standard de Liège | belga    | 2006. augusztus 30.  | 2008. május 26.      | 81  | 51  | 17  | 13  | 62,96 |
| Gent              | belga    | 2008. május 27.      | 2010. május 22.      | 89  | 46  | 20  | 23  | 51,69 |
| Twente            | holland  | 2010. május 23.      | 2011. június 13.     | 53  | 31  | 12  | 10  | 58,49 |
| Al-Shabab Riyadh  | KSA      | 2011. június 13.     | 2013. szeptember 18. | 67  | 42  | 15  | 10  | 62,69 |
| Club Brugge       | belga    | 2013. szeptember 19. | 2017. május 31.      | 191 | 112 | 29  | 50  | 58,64 |
| Standard de Liège | belga    | 2018. május 23.      | 2020. június 8       | 88  | 40  | 20  | 28  | 45,45 |
| Összesen          | Összesen | Összesen             | Összesen             | 649 | 356 | 141 | 152 | 54,85 |